# ベル 360 インビクタス
ベル360インビクタスは、アメリカ陸軍の将来型攻撃偵察機（Future Attack Reconnaissance Aircraft, FARA）の候補機として設計されたヘリコプターである。ベル 525 リレントレスをベースとして設計されている。

## 設計および開発
2019年4月、テキストロン社のCEOであるスコット・C・ドネリー（Scott C. Donnelly）は、360インビクタスは525リレントレスをベースに設計されると発表した。360インビクタスには、525リレントレスと同じ関節式ローターシステムが用いられるが、座席は2つ（パイロットおよび射手）だけとなり、シングル・エンジンおよび4枚ブレードに変更される（525リレントレスは、19名乗りのツイン・エンジン機でブレード数は5枚）。その開発には、コリンズ・エアロスペース社も参画している。
2019年10月1日、機体のデザインが公表された。それによると、2座席のタンデム・コックピット、コックピット下部の前方に20mm機関砲、その上に照準装置およびレーザー目標指示装置、シュラウド（覆い）のついたローター・ハブおよび4枚の直径40 feet (12 m)のローター・ブレード、中翼式のスタブ・ウイング、可動式の水平尾翼、ならびにダクテッド・テール・ローターが備えられることになっている。ただし、その後、テール・ローターは、525リレントレスと同一のオープン・テール・ローターに変更された。ミサイルは、空気抵抗を減らすため、格納式のウェポンベイに搭載され、交戦時のみ機外に露出するようになっているがステルス性はない。同じ理由で、降着装置も引き込み式になっている。ローター直径の制限は、市街戦における建物の間の飛行を容易にすることを目的としたアメリカ陸軍の要求事項によるものである。メインエンジンはゼネラル・エレクトリック T901ターボシャフト・エンジンであり、これに加えてプラット・アンド・ホイットニー・カナダ PW200ターボシャフト・エンジンが補助動力として用いられている。
アメリカ陸軍の要求性能では、180ノット (330 km/h)を超える巡航速度で飛行できることが求められており、インビクタス360はこれを満足することを目指している。 ちなみに、525リレントレスのローターシステムは、200ノット (370 km/h)を超える速度での試験を完了している。スタブ・ウィングは、中速域から高速域の間において、機体重量の約50％に相当する揚力を発生する。戦闘行動半径は、135海里 (250 km)で、少なくとも90分の戦場滞空時間が確保される。操縦には、フライ・バイ・ワイヤが用いられる。

## 諸元（ベル 360）
概要
- 搭乗員数: 2名
- 動力源: 1 × ゼネラル・エレクトリック T901ターボシャフト・エンジン(主動力)
- 動力源: 1 × プラット・アンド・ホイットニー・カナダ PW200ターボシャフト・エンジン, 586 shp (439 kW)  (補助動力)

性能
- 巡航速度: 210 mph (330 km/h, 180 kn)

## 参考
関連機種
- ベル 525 リレントレス
- Z-19 (航空機)
- 川崎 OH-1
- レオナルド・ヘリコプター AW249
- シコルスキー・レイダーX